# Chevy Chase (hrabstwo Montgomery)
Chevy Chase – jednostka osadnicza w Stanach Zjednoczonych, w stanie Maryland, w hrabstwie Montgomery.